# Burgerwacht
Een burgerwacht is een uit gewone burgers samengestelde groep die (al dan niet met instemming van de overheid en al dan niet gewapend en geüniformeerd) de openbare orde en veiligheid handhaaft. Het kan ook verwijzen naar een individueel lid van een dergelijke organisatie die een politietaak vervult.
Het kan in het bijzonder verwijzen naar:
- Schutterij (historisch), de (door de overheid goedgekeurde) burgerwacht van een stad of dorp tijdens het ancien régime
- Burgerwacht (België), Belgische burgerwacht gevormd uit een samenvoeging van plaatselijke burgerwachten die waren ontstaan om na de rellen van augustus 1830 de orde te herstellen.
- Burgerwacht (Nederland), groepen (gewapende) burgers die op eigen initiatief de orde handhaven en verdachten aanhouden.
- Weerbaarheidsafdeling, de geüniformeerde ordedienst van de NSB.
- Buurtvaders, groep volwassenen van overwegend Marokkaanse afkomst die in probleemwijken als Kanaleneiland de openbare orde handhaafde.
- Burgernet, een samenwerkingsverband van gemeenten, burgers en politie.
- Buurtpreventieteam, groep burgers die via sociale media met de politie en de overheid communiceren.
- Buurtwacht.
- Guardian Angels, een Amerikaanse ongewapende burgerwacht, oorspronkelijk in New York
- Nederlandse Burgermilitie[1] voor Nationale Zelfverdediging, De enige overgebleven Nederlandse burgermilitie is de Nederlandse Burgermilitie voor Nationale Zelfverdediging (NBNZ).